# Cleveland (Georgie)
Cleveland je město v White County, v Georgii, ve Spojených státech amerických. V roce 2011 žilo ve městě 3415 obyvatel.

## Demografie
Podle sčítání lidí v roce 2000 žilo ve městě 1907 obyvatel, 729 domácností a 468 rodin. V roce 2011 žilo ve městě 1514 mužů (44,3%), a 1901 žen (55,7%). Průměrný věk obyvatele je 31 let.